# Thericles vacca
Thericles vacca är en insektsart som beskrevs av Karsch 1896. Thericles vacca ingår i släktet Thericles och familjen Thericleidae. Inga underarter finns listade i Catalogue of Life.